# ایمپریا
ایمپریا (به ایتالیایی: Imperia) یک کومونه در ایتالیا است که در استان ایمپریا واقع شده‌است.

## خصوصیات
ایمپریا ۴۵٫۹۵ کیلومترمربع مساحت و ۴۲٬۲۴۳ نفر جمعیت دارد و ۱۰ متر بالاتر از سطح دریا واقع شده‌است.